# Məcid Musazadə
Məcid Musazadə, ros. Меджид Мусазаде (Мусаев), Medżyd Musazade (Musajew), ps. Medżyd Karsałani (ur. 1914, zm. 17 lipca 1990 w Nowym Jorku) – oficer Legionu Azerbejdżańskiego, jednocześnie redaktor naczelny pisma "Azerbejdżan" podczas II wojny światowej, emigracyjny działacz narodowy, tłumacz.
W 1929 r. ukończył szkołę podstawową, zaś w 1933 r. technikum ekonomiczne. Pracował jako buchalter w banku. Od 1937 r. studiował na wydziale historyczno-filologicznym uniwersytetu w Baku. Po jego ukończeniu w 1941 r., został nauczycielem w Piatigorsku. Kiedy wojska niemieckie zajęły miasto latem 1942 r., został wywieziony do Niemiec. Tam wstąpił do kolaboracyjnego Legionu Azerbejdżańskiego. Otrzymał stopień majora. Objął funkcję redaktora naczelnego organu prasowego Legionu "Azerbejdżan". Pod koniec 1942 r. przebywał na okupowanym Kaukazie Północnym jako korespondent wojenny. W listopadzie 1943 r. uczestniczył w Narodowym Zjeździe Azerbejdżańskim w Berlinie. Po zakończeniu wojny uniknął deportacji do ZSRR. Zamieszkał w Monachium, gdzie pracował w azerbejdżańskiej redakcji Radia "Wolna Europa". Na pocz. lat 70. przetłumaczył z języka niemieckiego na azerbejdżański powieść Ali i Nino, którą czytał w radiu. Następnie wyemigrował do USA.